# Староселье (Буда-Кошелёвский район)
Староселье (бел. Стараселле) — деревня в Кошелёвском сельсовете Буда-Кошелёвского района Гомельской области Белоруссии.

## География

### Расположение
В 3 км на северо-восток от районного центра и железнодорожной станции Буда-Кошелёвская (на линии Жлобин — Гомель), 51 км от Гомеля.

### Гидрография
На юге и востоке мелиоративные каналы.

## Транспортная сеть
Рядом автодорога Чечерск — Буда-Кошелёво. Планировка состоит из короткой прямолинейной улицы, ориентированной почти меридионально и застроенной двусторонне деревянными домами усадебного типа.

## История
Основана в начале 1920-х годов переселенцами с соседних деревень. В 1929 году жители деревни вступили в колхоз. В 1959 году в составе совхоза «Шарибовский» (центр — деревня Шарибовка).

## Население

### Численность
- 2004 год — 17 хозяйств, 31 житель.

### Динамика
- 1959 год — 97 жителей (согласно переписи).
- 2004 год — 17 хозяйств, 31 житель.